# یواس‌اس شامپیون (۱۷۷۷)
یواس‌اس شامپیون (۱۷۷۷) (به انگلیسی: USS Champion (1777)) یک کشتی بود. این کشتی در سال ۱۷۷۷ ساخته شد.